# Sepedon ochripes
Sepedon ochripes är en tvåvingeart som beskrevs av Verbeke 1950. Sepedon ochripes ingår i släktet Sepedon och familjen kärrflugor. Inga underarter finns listade i Catalogue of Life.